# Byholma
Ej att förväxlas med Byholma i Uppland som ligger på Väddö i tätorten Grisslehamn.
Byholma är en ort i Annerstads distrikt (Annerstads socken) i Ljungby kommun där den allra nordligaste delen ligger i Odensjö distrikt (Odensjö socken). SCB har för bebyggelsen i orten och dess grannby Grimshult avgränsat och namnsatt småorten Byholma och Grimshult.

## Historik
Byholma uppstod som en stationsort när Halmstad-Bolmens Järnväg invigdes 1889. I järnvägsstationen inrymdes även poststationen. Halmstad-Bolmens Järnväg lades ner 1966.
I Byholma 1902 var Alfred Danielsson stins och godstransporterna från stationen dominerades helt av trävaror. Till stationen fraktades insatsvaror i jordbruket som fodervaror och kalk.
Byholma hade en Blåbandsförening.Byholma missionsförening beviljades inträde i Svenska missionsförbundet 1925.

## Samhället
I samhället fanns i början av 1900-talet två butiker och en köttaffär.  Man hade också ett  kafé  Det fanns småskola och mejeri byggdes 1929 men lades ner efter bara några år. Byn har inget kvar av detta näringsliv. Bebyggelsen i Byholma är samlad längs den gamla landsvägen och består av omkring 40 hus, uppförda under den tid då Halmstad-Bolmens Järnväg passerade orten och det fanns station där. Byholma Skolas Byggnadsförening bildades 1965 och sysslar med hembygdsvård och sköter Byholma skola som en samlingslokal och sköter dessutom badplatsen vid Boasjön.

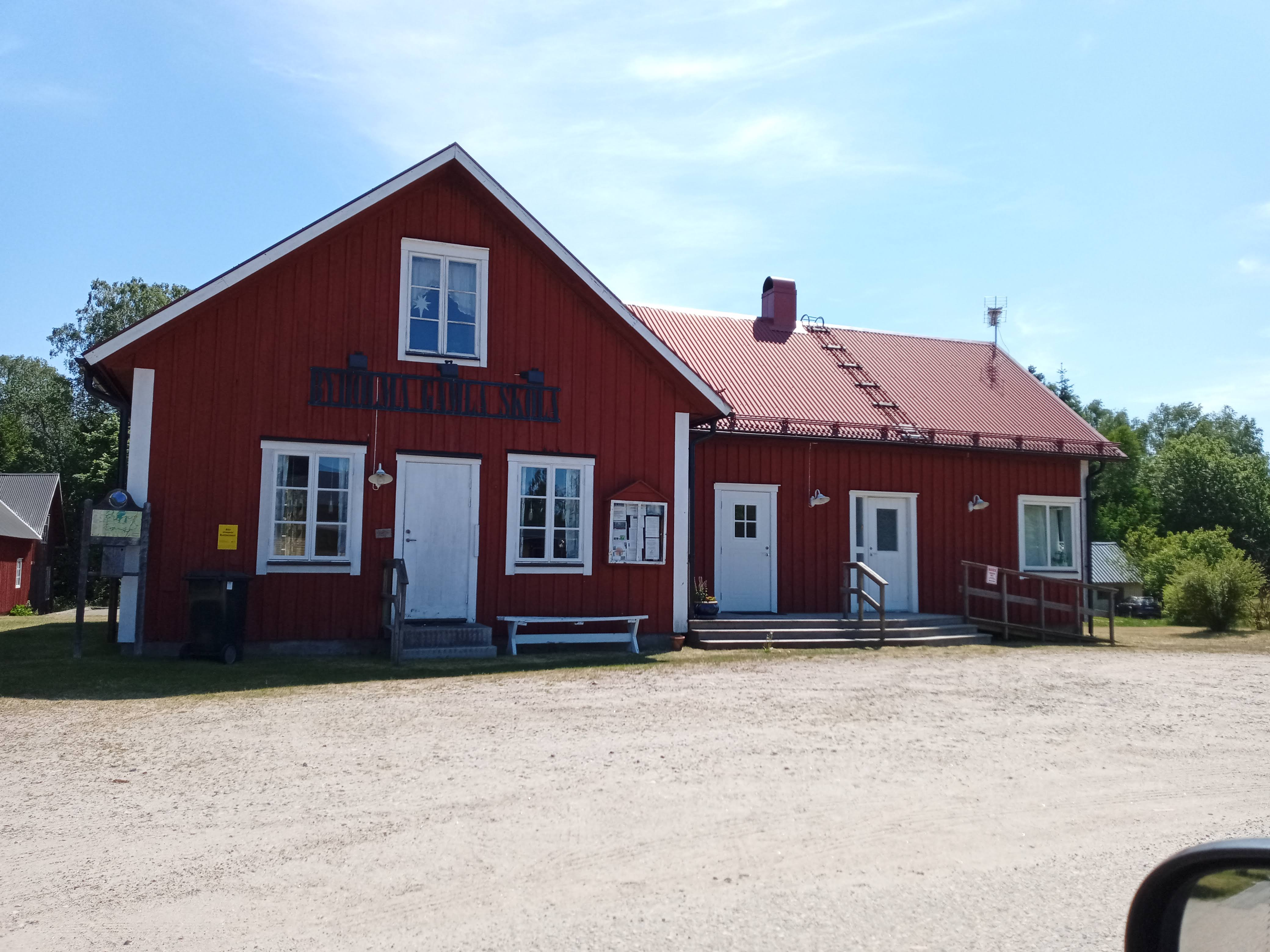
Byholma skola

Här fanns efter Orkanen Gudrun 2005 världens största virkesupplag med omkring en miljon kubikmeter stormfälld skog på det gamla militära flygfältet som då ägdes av Fortifikationsverket

### Byholma station

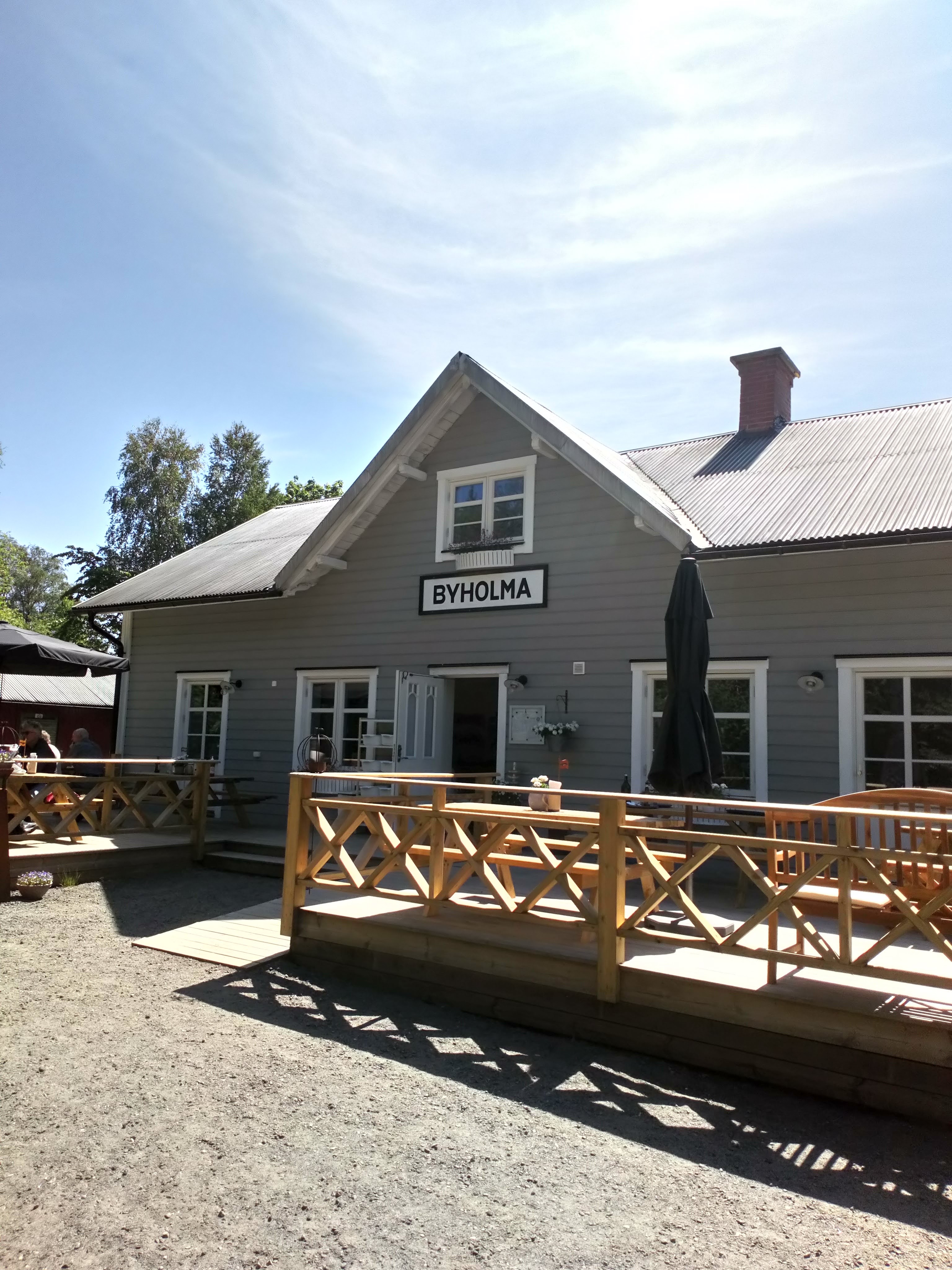
Byholma station 2023

Stationshuset  i Byholma byggdes enligt Halmstad Bolmens standard. Huset har 1 1/2 plan och takkupan är spetsig på den sidan som vette mot spåren.Stationen hade träpanel. Huset blev sedan putsat och ljusmålat. 2023 har huset åter träpanel och är gråmålat efter att tidigare varit rött.  Perrongen på stationen är inte bevarade. Ett välbevarat godsmagasinet med lastkaj finns kvar. På bangårdens norra sida fanns en lastplats för sågade varor. Stationshuset är privatägt och där bedrivs café- och restaurangrörelse 2022.

### Byholma 1930 enligt Svenska orter atlas över Sverige med ortbeskrivning
Byholma var ursprungligen en by i Annerstads socken. 1930 hade byn  3 jordbruksfastigheter och 12 andra fastigheter. Taxeringen på jordbruksfastigheterna var 57 400 kr., därav var 24 600 jordbruksvärde och 22 800 kr skogsvärde och 10 000 kr i tomt- och industrivärde och andra fastigheter taxerade till 49 100 kr. Byholma nr 1, 1/8 mantal, ägare Karl August Johanssons stärbhus; med  en areal 125 hektar, därav 12,8 åker, 75 skog, är taxerad i till 52 600 kr. därav 21700 jordbruksvärde och  20 900 kr i skogsvärde och 10 000 tomt- o. industrivärde.

## Ryds sågverk
Ryds sågverk anlagt 1896 utanför Byholma låg i Odensjö socken. Sågverket var den största arbetsgivaren i omgivningen, Vid sekelskiftet 1900 arbetade många på Ryds sågverk. 1896 byggde ett ångsågverk. Placeringen vid Bolmen på gården Ryd i Odensjö var strategisk med närhet till sjön timmerflottningar och nära till Byholma station. Bolaget köpte också skogsfastigheter som gamla frälsegården Stenhöga i Vrå, säteriet Tiraholm i Södra Unneryd och flera därtill. Sågverket var ett av de större i södra Sverige. Företagets egna elverk försåg sågverk, maskinrum samt brädgård med elektriskt ljusoch var den första elektriska installationen i trakten. Sågverket hade omkring hundra arbetare som mestadels rekryterades från närliggande byar.
Stickspåret  från Byholma var 1,7 km långt och kostade 15.000 kr. Sågverkets stickspår från Byholma station trafikerades av oxdragna vagnar. Virke från gården Byholma kom till sågverket på nybyggd byggd bro över gränsbäcken mellan socknarna. Ångbåtar på Bolmen fraktade virke från skogar vid sjön. Arbetstiden började 6 på morgonen och slutade 7 på kvällen efter 13 timmar men med 2 timmars rast.
Disponenten bebodde en stor villa, medan 3 baracker var arbetarbostäder. Sågverket framställde bara en produkt stäver till trätunnor för export till Tyskland. Tunnorna behövde för att transportera cementen. Sågverkets moderna maskinpark med ramsågar, klyvklingor och cirkelsågar drivna av ångmaskinen som försedda ledningar med ånga till mindre maskiner som fräsar vilka kupade stävern. Området lystes upp av eldrivna bågljuslampor. Telefonlinjer band samman olika enheter. 
Hösten 1901 drabbades företaget av ekonomiska problem, och sedan försökte man ombilda bolaget men nu med svenska ägare. 1906 köptes bolaget av A. E. Nilsson i Halmstad men Ryds sågverk tvingades i likvidation 1907 och utbjöds till salu för 5 000 kr, men ingen köpare ställde upp. Byggnaderna revs delvis  senare och maskinerna såldes som skrot. Stickspåret revs upp. Disponentbostaden finns kvar liksom några ruiner.
Sågverkets skorsten sprängdes 1929 och av teglet uppfördes Byholma mejeri. 1930 började den första mjölkbilen köra till Byholma mejeri. Den utgick från Vänneböke i Hinneryd körde sedan över södra delen av Nöttja till det privata mejeriet i Byholma. Men mejeriet lades ned efter ett par år.